# Ultimate Origins
Ultimate Origins — ограниченная серия комиксов издательства Marvel Comics. Действие разворачивается во вселенной Ultimate. Сценаристом серии выступил Брайан Майкл Бендис, а художником — Бутч Гайс. Изначально предполагалось, что серия станет прологом к Ultimatum, кроссоверу, который  был выпускаться начиная с сентября 2008 года. 

## Создание
В своём интервью для Comic Book Resources Джеф Лоуб заявил: «В Ultimate Origins мы узнаем, как всё начиналось. Тем не менее, Ultimate Marvel — не самая старая вселенная, и вы не увидите рождение планеты. Вы станете свидетелями того, как сообщество супергероев было внедрено в социум. Таким образом, вам станет известно о важности таких вещей, как программа Супер Солдат, о которой говорилось в Ultimate Spider-Man и Ultimates vol. 1 и 2. Брайан, наконец, соберёт всё воедино».
Изначально планировалось выпустить серию в ноябре 2007 года, однако издательство приняло решение перенести выход Ultimate Origins на лето 2008 года из-за устранения пробелов в сюжете. По словам Брайана Майкла Бендиса, сценариста серии, он решил ответить на некоторые вопросы, которые возникали у читателей за годы существования Ultimate Marvel: «Мы много чего не рассказали о Нике Фьюри, Капитане Америке и Халке. Мы никогда не раскрывали истории их происхождения во вселенной Ultimate. Что их объединяет? Чем они отличаются? Если и другие вопросы, например, что произошло между Магнето и Чарльзом Ксавьером? Были лишь небольшие намёки на то, что все эти вещи связаны». Также автор отметил, что серия была структурирована иначе, чем большинство комиксов, назвав повествование «раздробленным».. Помимо этого, актуальность серии, по мнению Бендиса, была вызвана предстоящим кроссовером Лоуба Ultimatum: «Наконец, было решено, что сейчас самое время рассказать эту историю, потому что Джеф Лоуб собирается выпустить сюжетную линию Ultimatum, где со вселенной произойдут радикальные изменения. Поэтому, прежде чем это произойдёт, мы подумали, что сейчас самое идеальное время, чтобы отодвинуть занавес и раскрыть некоторые тайны. Я представляю серию как эпический мини-сериал, события в котором перетекают от Второй мировой войны в современность».

## Сюжет
История начинается со сцены из Ultimate Marvel Team-Up #3, где Человек-паук сталкивается с невменяемым Брюсом Бэннером, который заявляет, что «всё связано». Прибывает генерал Росс, и, несмотря на попытки Человека-паука разрядить ситуацию, Бэннер превращается в Халка и убегает.
Затем обстановка переносится на несколько десятилетий назад, в 1942 год, освещая бой у реки Тенару. Американский «суперсолдат», который представляет собой обычного солдата в уникальной форме, напоминающую костюм Гражданина В из классической вселенной, сплачивает своих людей перед нападения японцев. Тем не менее, суперсолдата убивают, а его кровь пропитывает американский флаг. Фотография этого инцидента распространяется по всему миру, и президент Рузвельт требует от своих советников создать настоящего суперсолдата, а не обычного человека в костюме.
Год спустя, во время сицилийской операции, три солдата (американские рядовые Фиск (дед Кингпина) и Николас Фьюри, а также канадский солдат Джеймс Хоулетт) пытаются захватить дом. Прибывают представители военной полиции, которые арестовывают всех троих. Пуля задевает Фиска, а Фьюри и Хоулетт, несмотря на протесты последнего о том, что он канадец, разделяются.
Фьюри был выбран в качестве следующего объекта исследования для проекта «Возрождение», так как результаты анализов его крови были наиболее близки к результатам «объекта 22», самого успешного из предыдущих объектов исследования. Ему вводят сыворотку, предоставляющую ему суперсилу, которую он использует, чтобы освободиться и спасти других заключённых. Учёные проекта решают, что у них имеется вся информация, которая им необходима на данный момент. В другом месте Хоулетт просыпается в комплексе «Оружие Икс» в резервуаре с жидкостью. Он сбегает из комплекса, но ему наносят смертельное ранение, когда он практически достигает свободы. Рана Хоулетта полностью заживает, и его снова берут в плен. Доктор Корнелиус, главный учёный «Оружия Икс», объясняет, что пытаясь создать свою собственную версию Капитана Америки, «Оружие Икс» случайно обнаружило геном, который при генетическом изменении даёт человеку, обладающего им, различные способности, основанные на его ДНК. Он называет этих изменённых людей «мутантами» и утверждает, что мутанты со временем заменят людей.
Затем история чередуется между открытием артефакта, известного как «Наблюдатель», капитаном Кэрол Дэнверс из Проекта Пегас, и событиями, которые привели к рождению Капитана Америки. Дум-Дум Дуган вербует хромого молодого человека Стивена Роджерса в программу суперсолдат проект «Возрождение». Впоследствии Стивен Роджерс становится суперсолдатом и покидает свою невесту Гейл, отправляясь на Вторую мировую войну. 
Позже, подросток Эрик Леншерр посещает комплекс «Оружия Икс» и освобождает Росомаху, давая понять пленному канадскому солдату, что его зовут Джеймс. Когда мать Магнето, которая работает в комплексе, пытается остановить его, он убивает её. Перед смертью, мать Эрика оправдывается, говоря, что она всего лишь хотела найти лекарство для Эрика и других. Годы спустя, повзрослевший Эрик читает книгу, изданную Чарльзом Ксавьером, и решает встретиться с ним. Появившись в классе, в котором преподает Ксавьер, Эрик вскоре понимают, что телепатические способности Чарльза не работают на нём. Они обсуждают теории, связанные с мутацией, после чего отправляются на Дикую землю, намереваясь основать Братство мутантов. 
Некоторое время спустя, генерал Росс допрашивает Ника Фьюри, который лежит в больнице после того, как его спас Росомаха. Генерал Росс настойчиво расспрашивает его о его предыдущей связи с мутантом, известным как «Оружие Икс», а также о природе уникальной физиологии Ника Фьюри. После того, как Фьюри отклоняет предложение стать «новым» Капитаном Америкой, он интересуется, как может быть полезен стране.
Рассказ переходит к краткому описанию проекта «Возрождение» 2 и важных персонажей, включая Ника Фьюри, доктора Франклина Шторма, Брюса Бэннера, доктора Хэнка Пима и доктора Ричарда Паркера. В этот период доктор Шторм начинает работать в здании Бакстера. Учёные проводят опыты с образцом крови Фьюри. Личность Фьюри как донора скрыта от всех научных участников, хотя Паркер едва не устанавливает истину. Пим и Бэннер решают поставить эксперимент на последнем, который заканчивается катастрофой, когда обезумевший Бэннер превращается в Халка и едва не убивает Ричарда и Мэри Паркеров. Глядя на новорождённого Питера, Бэннер обретает над собой контроль, и Фьюри нейтрализует его. Взяв младенца на руки, он шепчет, что Питеру повезло, что молод, и поэтому ничего не запомнит.
Позже, Фьюри проникает в проект «Оружие Икс» и понимает, что никто никогда не должен знать об участии человечества в проявлении гена Икс. Он убивает всех учёных и их испытуемых. Единственным выжившим остаётся мутант Т'Чалла, с которым Фьюри ощущает связь из-за их трагического прошлого.
Некоторое время спустя, Магнето наносит удар в спину Чарльзу, утверждая, что тот предал его. Магнето размышляет о судьбе расы мутантов, которые во всём превосходят людей, будучи убеждённым в том, что таков замысел Бога. В настоящее время Наблюдатели говорят через Сью Шторм и предсказывают надвигающийся катаклизм, прежде чем выбрать вестника. В то время как Фантастическая четвёрка задаётся вопросом, кто бы это мог быть, семья Рика Джонса обнаруживает, что у того проявляются способности. 

## Приём
- Ultimate Origins #1 имеет рейтинг 7,8 из 10 от IGN[4].
- Ultimate Origins #2 имеет рейтинг 7,7 из 10 от IGN[5].
- Ultimate Origins #3 имеет рейтинг 7,9 из 10 от IGN[6].
- Ultimate Origins #4 имеет рейтинг 7,8 из 10 от IGN[7].
- Ultimate Origins #5 имеет рейтинг 7,9 из 10 от IGN[8].